# Cryptocarpon brachiatus
Cryptocarpon brachiatus là một loài rêu trong họ Orthotrichaceae. Loài này được (Hook. & Wilson) Mitt. mô tả khoa học đầu tiên năm 1873.